# Scotopteryx carsicola
Scotopteryx carsicola là một loài bướm đêm trong họ Geometridae.